# Museo de Curio
El Museo de Curio (en griego: Τοπικό Αρχαιολογικό Μουσείο Κουρίου) es un museo arqueológico de ámbito local situado en la localidad de Episkopí, en el distrito de Limasol de Chipre.  
Este museo se inauguró en 1969. Está ubicado en una casa que fue construida en 1937, donde residió George McFadden, que dirigió las excavaciones arqueológicas en el área.
El museo alberga una serie de objetos arqueológicos que proceden de la antigua ciudad de Curio y que permiten exponer su evolución histórica. Entre ellos se conservan objetos encontrados en la acrópolis de la antigua ciudad, otros que se hallaron en la necrópolis de Agios Ermogenis y otros que proceden de basílicas paleocristianas. Son destacables tres esqueletos que pertenecieron a una familia que sufrió las consecuencias de un gran terremoto que se produjo en el año 365. Otros hallazgos pertenecen a otros asentamientos más pequeños y tumbas excavadas en la región, así como a un santuario de Apolo Hilates.

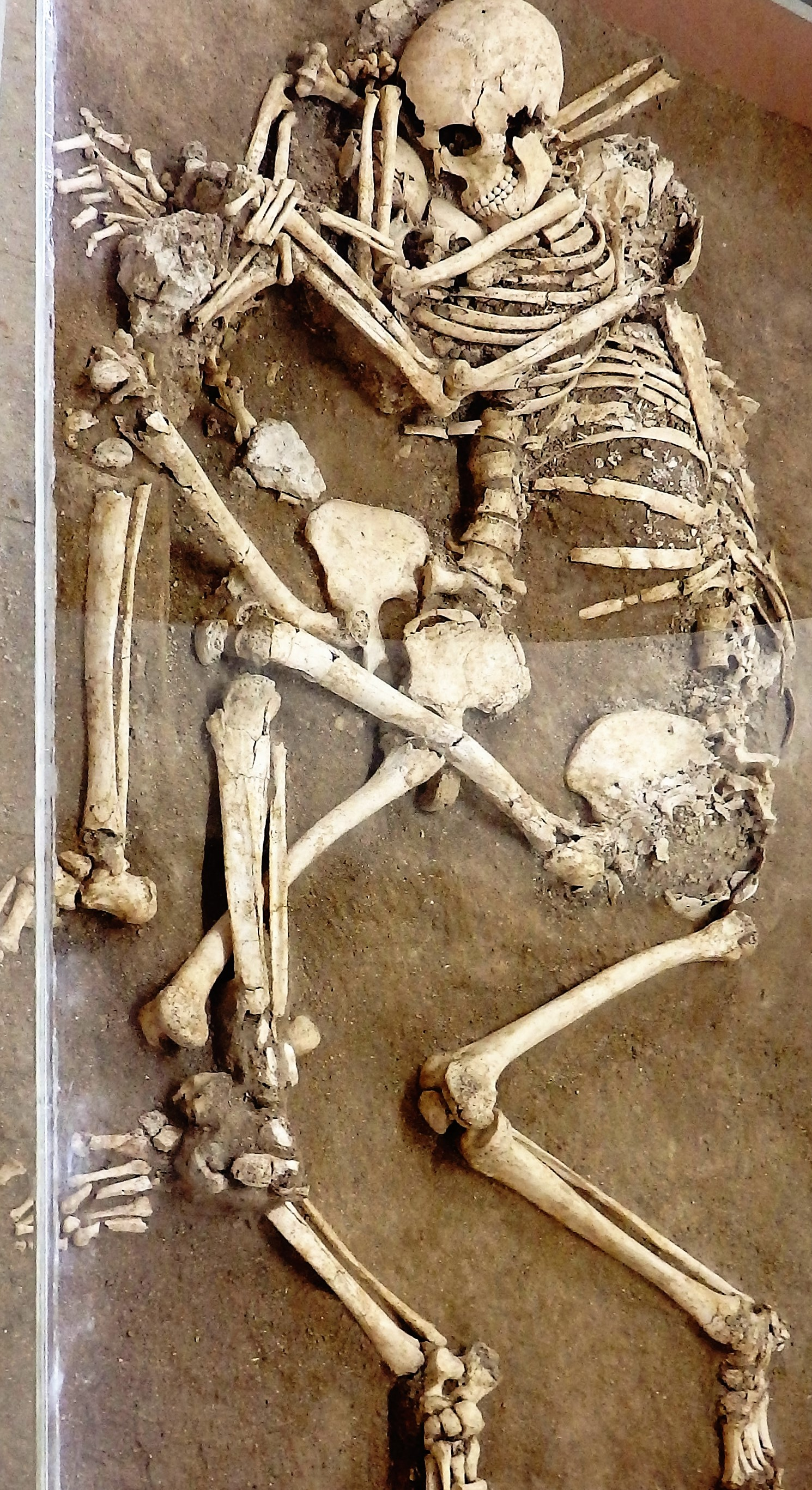
Esqueletos del año 365
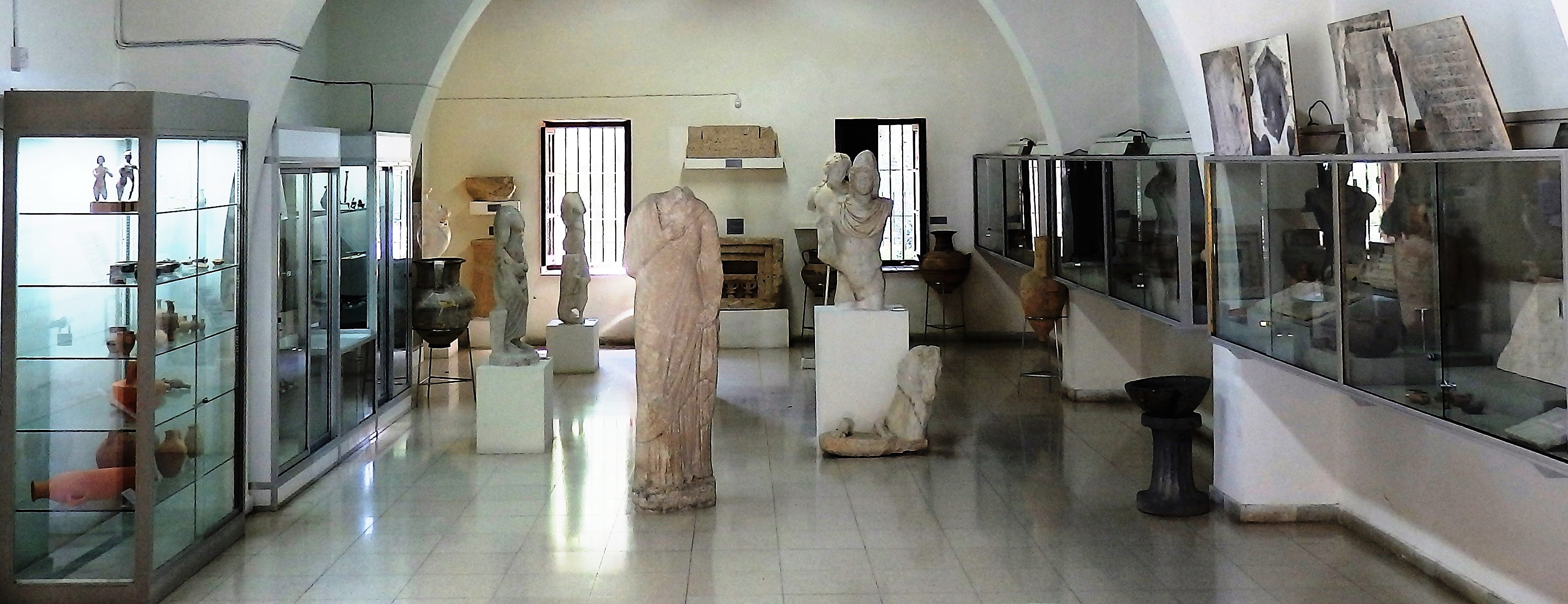
Una de las salas del museo